# Lány, Chrudim
Lány là một làng thuộc huyện Chrudim, vùng Pardubický, Cộng hòa Séc.